# Bryan Godfrey-Faussett
Sir Bryan Godfrey Godfrey-Faussett (Waterford, 1863 – 20 settembre 1945) è stato un ufficiale inglese.

## Biografia
Era il figlio di Godfrey Godfrey-Faussett, e di sua moglie, Martha Jane Morris. Era un discendente di Bryan Faussett.

## Carriera
Entrò nella Royal Navy e iniziò la sua formazione a bordo della HMS Britannia nel 1877, diventando un guardiamarina nel 1879 e un sottotenente nel 1887. A parte gli studi presso il Royal Naval College e il Royal Naval College, Dartmouth (1883-1884).
Poco dopo la sua promozione a tenente, si è trasferito a bordo della HMS Dolphin, ma contrasse una febbre grave ed è stato mandato a casa da Porto Said. Tornò nelle Indie Occidentali nel 1889, dopo la convalescenza di un anno, a bordo della HMS Bellerofonte.
Nel 1890 divenne aiutante di campo per l'allora principe Giorgio, nel corso di una visita in Canada. La sua carriera navale ha continuato, per breve tempo come un istruttore sul HMS Britannia, sul HMS Osborne, lo yacht reale (1896-1897). È stato promosso a comandante il 13 luglio 1899, ma entrò nell'entourage del principe Giorgio.
Godfrey-Faussett servì come aiutante di campo del principe, ormai il duca di Cornovaglia e di York, durante il suo tour per l'impero (marzo-ottobre 1901). Dopo la nomina di Giorgio come Principe di Galles nel mese di novembre 1901, Godfrey-Faussett è stato nominato scudiero, e accompagnò il Principe e la Principessa nella loro visita in India (1905-1906). In quest'ultimo anno, è stato promosso a capitano e si ritirò dal servizio attivo il 31 ottobre 1906.
All'ascesa al trono di Giorgio V, Godfrey-Faussett lo accompagnò in un viaggio in India con la coppia reale a Delhi Durbar.

### Prima guerra mondiale
Durante la prima guerra mondiale, Godfrey-Faussett prestò servizio attivo a bordo HMS Thistle nel 1914, e fu aiutante di campo navale del re (1915-1918). Questo periodo lo mise in contatto con l'ammiraglio Beatty, nel 1916, dopo la battaglia dello Jutland.
Durante il regno di Edoardo VIII, ha lasciato il suo posto di scudiero per diventare scudiero Extra, il 21 luglio 1936. Egli sarebbe rimasto un scudiero extra di Edoardo VIII e Giorgio VI fino alla sua morte nel 1945. Ha anche lavorato per un breve periodo presso il Dipartimento dell'Ammiragliato, nel 1917.

## Matrimonio
Sposò, l'11 aprile 1907, Eugénie Fanny Eveline Dudley Ward (?-6 aprile 1956), figlia di William Humble Dudley Ward. Ebbero due figli:
- George Bryan Godfrey-Faussett (1909-?), sposò Stella Mary Locker-Lampson, non ebbero figli;
- David Frederick Godfrey-Faussett (1913-11 marzo 1942).

## Morte
Morì il 20 settembre 1945.